# Musikjahr 1420
Liste der Musikjahre

◄◄ | ◄ | 1416 | 1417 | 1418 | 1419 | Musikjahr 1420 | 1421 | 1422 | 1423 | 1424 | ► | ►►

Weitere Ereignisse
Dieser Artikel behandelt das Musikjahr 1420.

## Ereignisse

### Heiliges Römisches Reich

#### Hochstift Cambrai
- Bis Aschermittwoch des Jahres werden Teilnahmen Guillaume Dufays an den Gottesdiensten in der katholischen Kirche St-Géry von Cambrai erwähnt. Im Sommer tritt er vermutlich seinen Dienst bei Carlo Malatesta da Rimini an.[1]

#### Markgraftum Meißen
- In den ältesten, städtischen Aufzeichnungen ist dokumentiert, dass die Orgel in der Dresdener Kreuzkirche zu 29 Anlässen im Jahr, von drei Holzblasinstrumentalisten unterstützt wird. Dies deutet darauf hin, dass polyphone Musik gepflegt wurde.[2]

### Italienische Staaten

#### Brescia
- Der Aufenthalt Prepositus Brixiensis in Brescia ist dokumentiert.[3]

#### Florenz
- Am 7. Februar ist Nicolaus Zacharie Sänger und Kaplan an der Kathedrale von Florenz.[4]

#### Kirchenstaat
- Papst Martin V. verlässt im September des Jahres mit seiner Hofkapelle Florenz, um am 29. September offiziell in Rom einzuziehen. Unter den Sängern befindet sich Antonius de Civitate Austrie.[5]
- Der Komponist Pierre Fontaine wird am 30. März Mitglied der päpstlichen Kapelle Martins V.[6]
- Zum 1. Juni wird Nicolaus Zacharie von Martin V. für seine Hofkapelle engagiert und ist bis Juni 1424 deren Mitglied.[4]

#### Republik Venedig
- Christoforus de Monte ist Kantor an der Kathedrale von Belluno.[7]
- Antonius Romanus ist magister cantus an San Marco in Venedig.[8]

### Königreich Aragón
- Alfons V. teilt im Februar 1420 dem König von Kastilien mit, dass er Tenöre nach Frankreich und Deutschland geschickt habe. Fünf Monate später schickt er Pere Sabater an den päpstlichen Hof, um weitere Sänger anzuwerben.[9]

### Königreich England
- Der englische Komponist Robert Chirbury ist Mitglied der Hofkapelle in London.[10]
- John Pyamour ist Mitglied der Hofkapelle Heinrichs V.[11]

## Kompositionen und Schriften
- John Bennet: Lux fulget ex Anglia, Motette, dem Heiligen Thomas de Cantilupe gewidmet. Vermutlich zur Feier des Jubiläums dessen Heiligsprechung am 17. April 1420 für die Kathedrale von Hereford, an welcher John Dunstable Kanoniker war.[12]
- Hugo de Lantins: Tra quante regione, Ballata zur Einschiffung Cleofe Malatestas nach Sparta zur Hochzeit mit Theodor II., dem Despoten von Morea.[13]

## Geboren

### Geburtsdatum gesichert
- 29. September: Michael Beheim, deutscher Weber und Meistersänger († späte 1470er Jahre)[14]

### Geboren um 1420
- Gilbert Banester, englischer Komponist und Dichter († 1487)
- Guglielmo Ebreo da Pesaro, Tänzer, Tanzmeister und Tanztheoretiker († 1484)[15]
- Johannes Ockeghem, flämischer Komponist, Sänger und Kleriker († 1497)[16]
- Domenico da Piacenza, italienischer Tanzmeister und Tanztheoretiker († um 1475)